# Katerina Sakellaropoulou
Katerina Sakellaropoulou (græsk: Κατερίνα Σακελλαροπούλου, født 30. maj 1956  i Thessaloniki) er Grækenlands præsident. Hun blev valgt til at efterfølge den tidligere græske præsident, Prokopis Pavlopoulos, af det Hellenske Parlament den 22. januar 2020, og indtog præsidentembedet den 13. marts 2020  til 13. marts 2025 Grækenlands første kvindelige præsident. Inden sin udnævnelse til præsident fungerede hun som præsident for det græske Statsråd, den højeste administrative domstol i landet.

## Biografi
Hendes familie kommer fra Stavroupoli, en by i Xanthi-præfekturet. Hun studerede jura ved Athens Universitet og færdiggjorde sine studier i offentlig lov fra Université Panthéon-Assas i Paris, Frankrig. I midten af 1980'rene blev hun medlem af Statsrådet og blev ophøjet til rådmand i 2000.
I oktober 2015 blev hun udnævnt til vicepræsident for Statsrådet, og i oktober 2018 blev hun den første kvindelige præsident for domstolen, efter en enstemmig valgrunde. SYRIZA-regeringen, som var ved magten på det tidspunkt, støttede hendes progressive linje på emner som miljø og menneskerettigheder.
Privat lever Sakellaropoulou sammen med sin partner, Pavlos Kotsonis, som også er advokat. Hun har et barn fra et tidligere ægteskab.

## Nominering og valg til præsident
Den 15. januar 2020 nominerede den græske premierminister, Kyriakos Mitsotakis, hende til posten som Præsident for den Hellenske Republik. Hun blev valgt den 22. januar 2020 med 261 parlamentsmedlemmer, der stemte for ud af 300 pladser i parlamentet.